# 阿尾川
阿尾川（あおがわ）は、富山県氷見市を流れる二級河川。

## 特徴
氷見平野における農業用水として多く利用されている。河口部は、阿尾丘陵の白亜の岬と海越しの立山連峰が見られる風光明媚の地であり、温泉旅館が点在している。

## 地理
宝達丘陵を水源としている。上流部では地滑り地形が見られ、棚田が発達している。下流部は阿尾丘陵の近くに低平な谷底平野を作りながら、阿尾漁港のすぐ近くで富山湾に流れる。
上流部は宝達丘陵に特徴的な東側急崖、西側緩斜面のケスタ地形があり、災害防止の砂防ダムが多い

## 生態
1974年の調査では、上中流域の吉滝地区で200尾ものウグイの大群を確認し、その他にオイカワ、タカハヤ、ギンブナのコイ科の4種のみが確認された。
中流の森寺地区はドジョウ、ヨシノボリ、ウキゴリなどの小型底生魚が多く、その他にタモロコ、ウグイ、アユなど5科12種を確認した。下流部の阿尾橋付近では氷見で希少なヨシノボリやアユカケがかなり観察され、重要な環境が保全されている事が分かった。その他にアユ、ゲンゴロウブナ、ギンブナ、マハゼなど7科16種を確認した

## 流域の観光地
- 阿尾城跡
- 城ヶ崎
- 阿尾温泉